# Prontosil
Prontosil (denumită și sulfamidocrizoidină, se mai poate scrie și prontozil) este un antibiotic din clasa sulfamidelor, derivat de sulfanilamidă, care a fost utilizat în trecut în tratamentul unor infecții bacteriene. Este unul dintre primii compuși chimioterapici și a fost extrem de utilizat în terapie la mijlocul secolului al XX-lea. A fost înlocuit de alte sulfamide mai potente.

## Istoric
Prontosilul a fost descoperit în anul 1932 de către o echipă de cercetători de la Bayer. Descoperirea prontosilului a deschis calea pentru o nouă clase de medicamente (sulfonamide antibacteriene).